# Alençon
Alençon é uma comuna francesa na região administrativa da Normandia, no departamento Orne. Estende-se por uma área de 10,68 km². Em 2010 a comuna tinha 26 523 habitantes (densidade: 2 483,4 hab./km²).808 hab/km².

## Nativos de Alençon
- Pierre Allix (1641 – 1717), Heregeteólogo protestante ;
- Santa Teresinha de Lisieux (1873 - 1897), jovem freira e grande modelo de santidade para os católicos.